# 蔡建德
蔡建德（?—?），隋朝末年人物，是瓦岗军李密的死士，奉命刺殺瓦岗军大司徒翟让。

## 簡介
翟让将瓦岗军首领的职位让给李密之后，李密怕翟让重新夺权，计划杀死翟让。
隋大业十三年（魏公李密永平元年，617年）十一月十一，翟让拜见李密。李密将自己和翟让的卫士全都退出大帐，只留下壮士蔡建德。李密邀请翟让射箭，翟让刚拉满弓，蔡建德用刀砍翟让后背，翟让倒在床前，声如牛吼。蔡建德将翟让的哥哥翟弘、侄子翟摩侯、亲信王儒信一并杀死。
大将徐世勣想逃出门，被看门卫兵砍伤脖子，王伯当在远处呵止。单雄信叩头请饶，李密将他释放。